# Return in Bloodred
Return in Bloodred è l'album studio di debutto del gruppo musicale power metal tedesco Powerwolf.
L'album contiene 9 tracce ed è stato pubblicato il 4 aprile 2005 sotto la Metal Blade Records.

## Tracce
1. Mr. Sinister – 4:39
2. We Came to Take Your Souls – 4:00
3. Kiss of the Cobra King – 4:32
4. Black Mass Hysteria – 4:12
5. Demons & Diamonds – 3:38
6. Montecore – 5:18
7. The Evil Made Me Do It – 3:38
8. Lucifer in Starlight – 4:49
9. Son of the Morning Star – 5:12

Durata totale: 39:58